# David Berg (secte)
Pour les articles homonymes, voir David Berg et Berg.
Cet article possède un paronyme, voir Dave Berg.
David Brandt Berg, né le 18 février 1919 à Oakland (États-Unis) et mort le 1er octobre 1994 à Costa da Caparica (Portugal), est le fondateur et gourou d'un mouvement sectaire connu sous le nom de « The Family International » (ou « Les Enfants de Dieu »). Créé en 1968 au sein de la communauté hippie de la Californie, la secte acquit sa notoriété en intégrant la sexualité en lien avec son message spirituel et ses méthodes de recrutement. Cette secte fut notamment accusée d'abus sexuels sur des enfants.

## Biographie
Après des études de théologie, David Berg devient tout d'abord pasteur chrétien évangélique pour de l'Alliance chrétienne et missionnaire puis devient télé-évangéliste. En 1968, il s'écarte de cette alliance pour fonder son propre mouvement « The Family International » (ou « Les Enfants de Dieu »). Il convainc de nombreux hippies de le rejoindre en les aidant à abandonner leur dépendance à la drogue pour une conversion à la foi chrétienne.